# Woltomierz homodynowy
Woltomierz homodynowy (woltomierz fazowy, wzmacniacz lock-in) – wzmacniacz służący do odfiltrowania bardzo słabego sygnału analogowego, któremu towarzyszy silny szum (S/N < 1).
W celu rozróżnienia sygnału użytecznego od pozostałych dokonuje się zabiegu modulacji sygnału wejściowego z określoną częstością, zadaniem tego procesu jest jego wyróżnienie spośród zakłóceń. 